# Liste von Augustiner-Chorherrenklöstern in Irland
Die Liste von Augustiner-Chorherrenklöstern in Irland umfasst Klöster der Augustiner-Chorherren (CRSA), einschließlich des Arrouaise-Ordens, in Irland. Die meisten der Gebäude sind heute Ruinen.
Zu den Klöstern des Augustinerordens (OSA) siehe die Liste von Augustinerklöstern in Irland.
Die Liste ist zweigeteilt: im ersten Teil werden die Klöster aufgeführt, die in der deutschen Wikipedia bereits einen Artikel haben. Im zweiten Teil werden weitere Klöster aufgeführt.
Falls ein Eintrag in der Datenbank des irischen „National Monument Service“ vorhanden ist, so wird ein Link darauf angegeben. Die Liste ist nicht vollständig.

## Liste der Klöster
| Ort                          | County    | Bezeichnung                        | Erbaut        | Genutzt bis             | Weitere Informationen                                                                            | Bild           |
| ---------------------------- | --------- | ---------------------------------- | ------------- | ----------------------- | ------------------------------------------------------------------------------------------------ | -------------- |
| Aghaboe                      | Laois     | Kloster Aghaboe                    | 540 1234 1382 | 1540                    | Im 6. Jh. Kloster der frühchristlichen Kirche 1234 Augustiner-Chorherren 1382 Dominikanerkloster | weitere Bilder |
| Athassel                     | Tipperary | Athassel Priory                    | 1190          | 1447 (und später)       | Nach Zerstörung 1447 Niedergang                                                                  | weitere Bilder |
| Ballybeg (Buttevant)         | Cork      | Kloster Ballybeg                   | 1229          | 1541                    |                                                                                                  | weitere Bilder |
| Ballinskelligs               | Kerry     | Priorat St. Michael Ballinskelligs | 1210          | 1585                    | Arrouaise-Orden                                                                                  | weitere Bilder |
| Ballintubber                 | Mayo      | Ballintubber Abbey                 | 1216          |                         | Kirche nach Restaurierung noch heute genutzt                                                     | weitere Bilder |
| Clontuskert                  | Galway    | Kloster Clontuskert                | 1140 1637     | 1562 1649               | Arrouaise-Orden                                                                                  | weitere Bilder |
| Cross                        | Mayo      | Kloster Cross                      | 1400          | 1584                    | Vorher Kloster der frühchristliche Kirche                                                        | weitere Bilder |
| Cahir                        | Tipperary | Cahir Abbey                        | 1210          | 1600                    |                                                                                                  | weitere Bilder |
| Dublin                       | Dublin    | Holy Trinity Priory (Dublin)       | 1163          | 1541                    | Kloster der Regularkanoniker, neben Christchurch                                                 |                |
| Kilkenny                     | Kilkenny  | St John’s Priory                   | 1225          | 1540                    | Langhaus 1780 zerstört                                                                           | weitere Bilder |
| Molana, nördlich von Youghal | Waterford | Kloster Molana                     | 1150          | 1541                    | Zunächst frühchristliche Kirche, später von Augustinern übernommen                               | weitere Bilder |
| Rattoo                       | Kerry     | Kloster Rattoo                     | 1210          | 1542 bis 1581 besiedelt | Zunächst frühchristliche Kirche, später von Augustinern (Arrouaise-Orden) übernommen             | weitere Bilder |
| Wexford                      | Wexford   | Kloster Selskar                    | 1240          | 1540                    | 1824 teilweise durch Neubau einer Kirche ersetzt                                                 | weitere Bilder |

## Bilder weiterer Augustiner-Chorherrenklöster

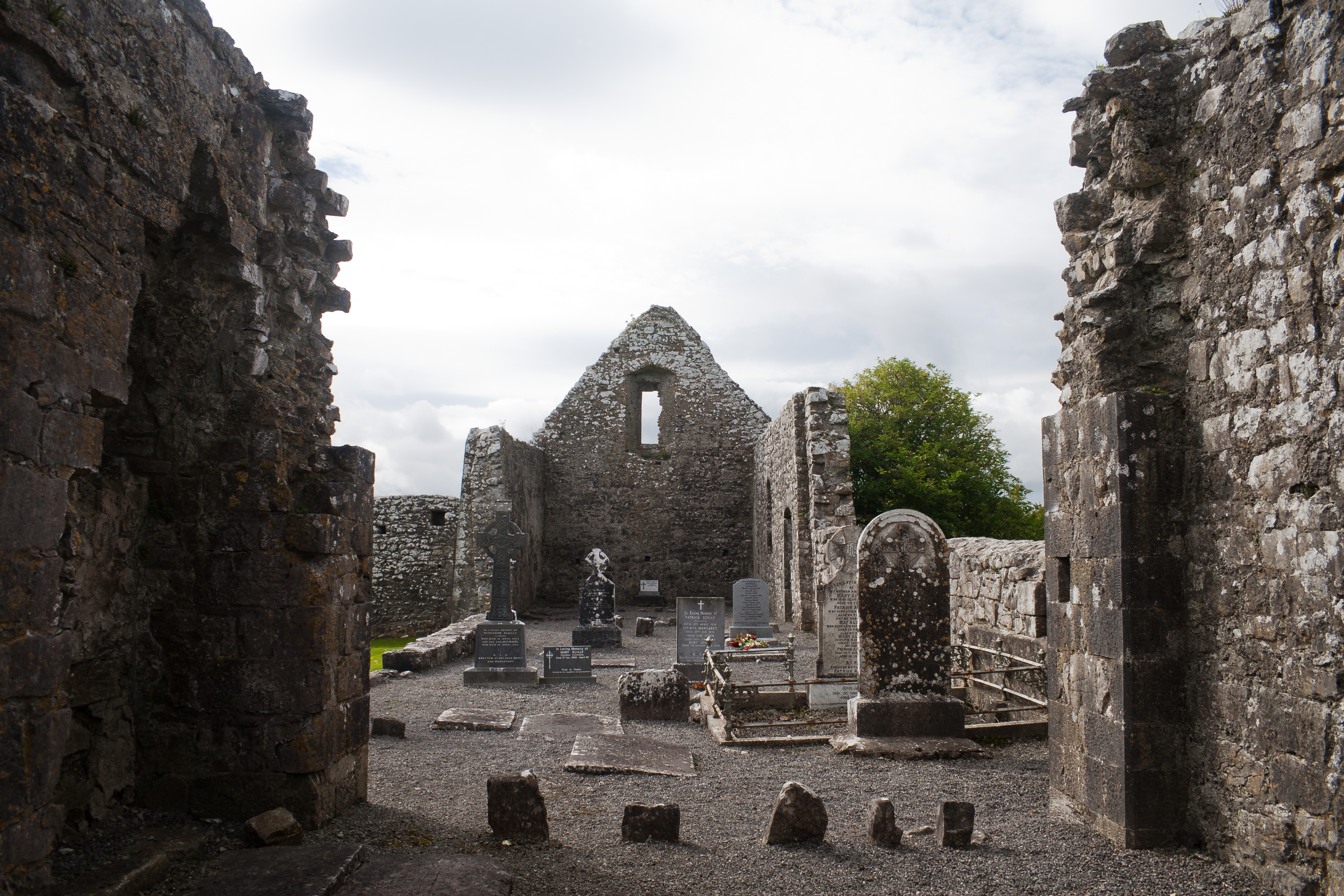
Annaghdown, County Galway,
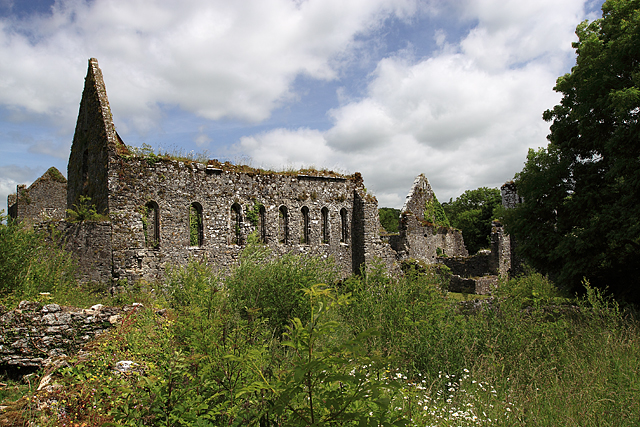
Bridgetown Friary, County Cork
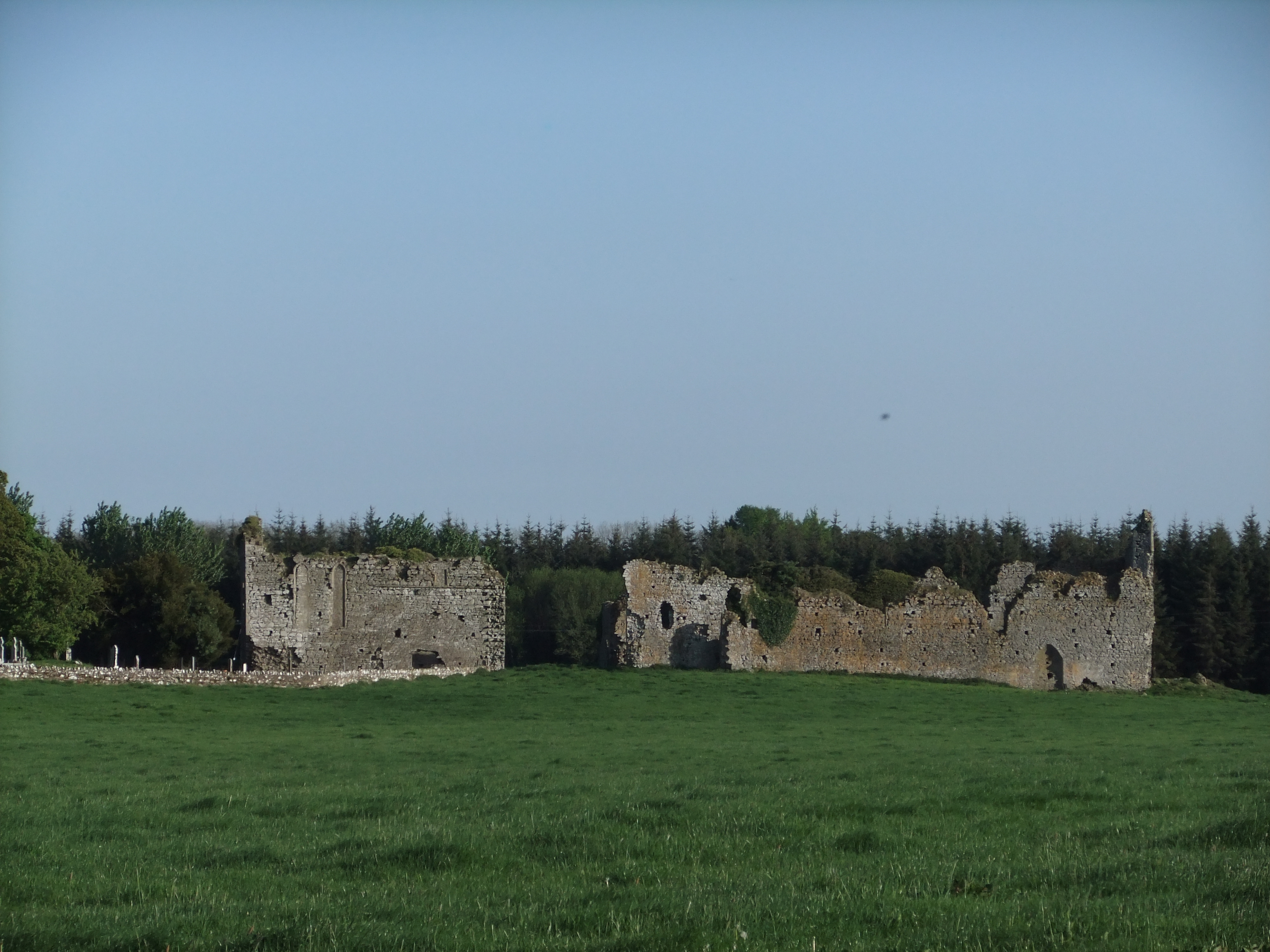
Ballyboggan, County Meath
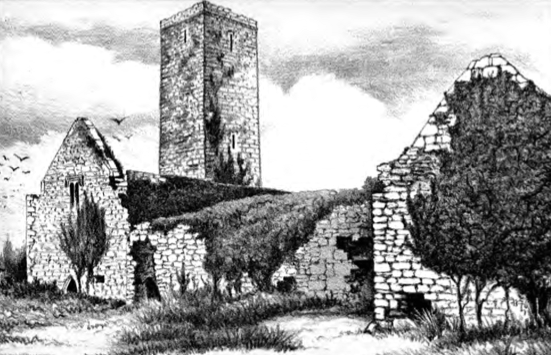
Canon Island, County Clare
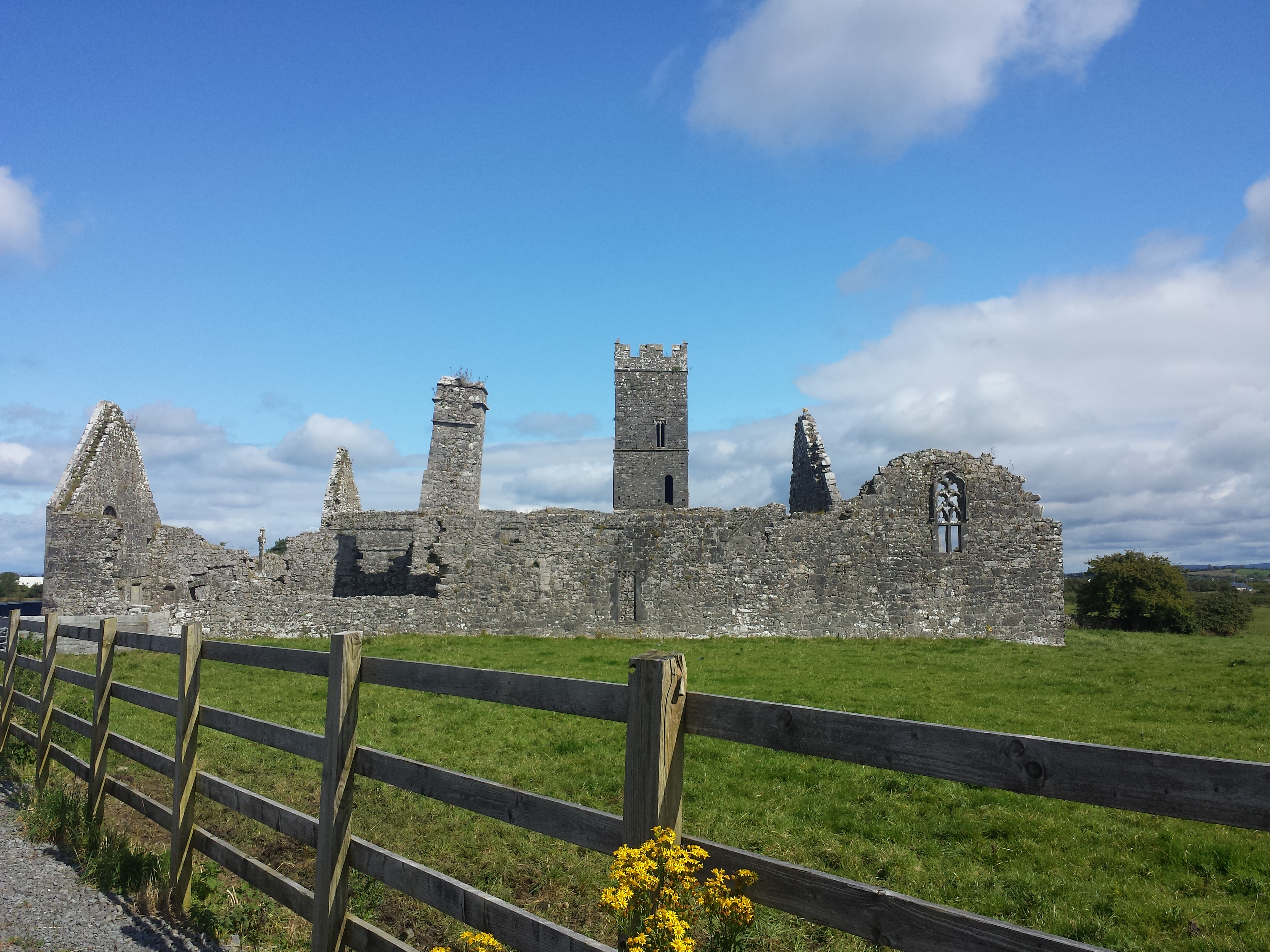
Clareabbey, Ennis, County Clare
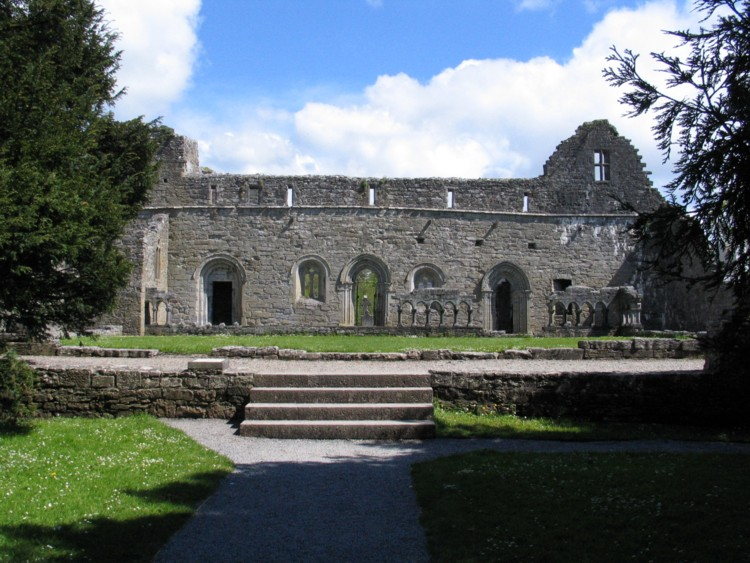
Cong, County Mayo
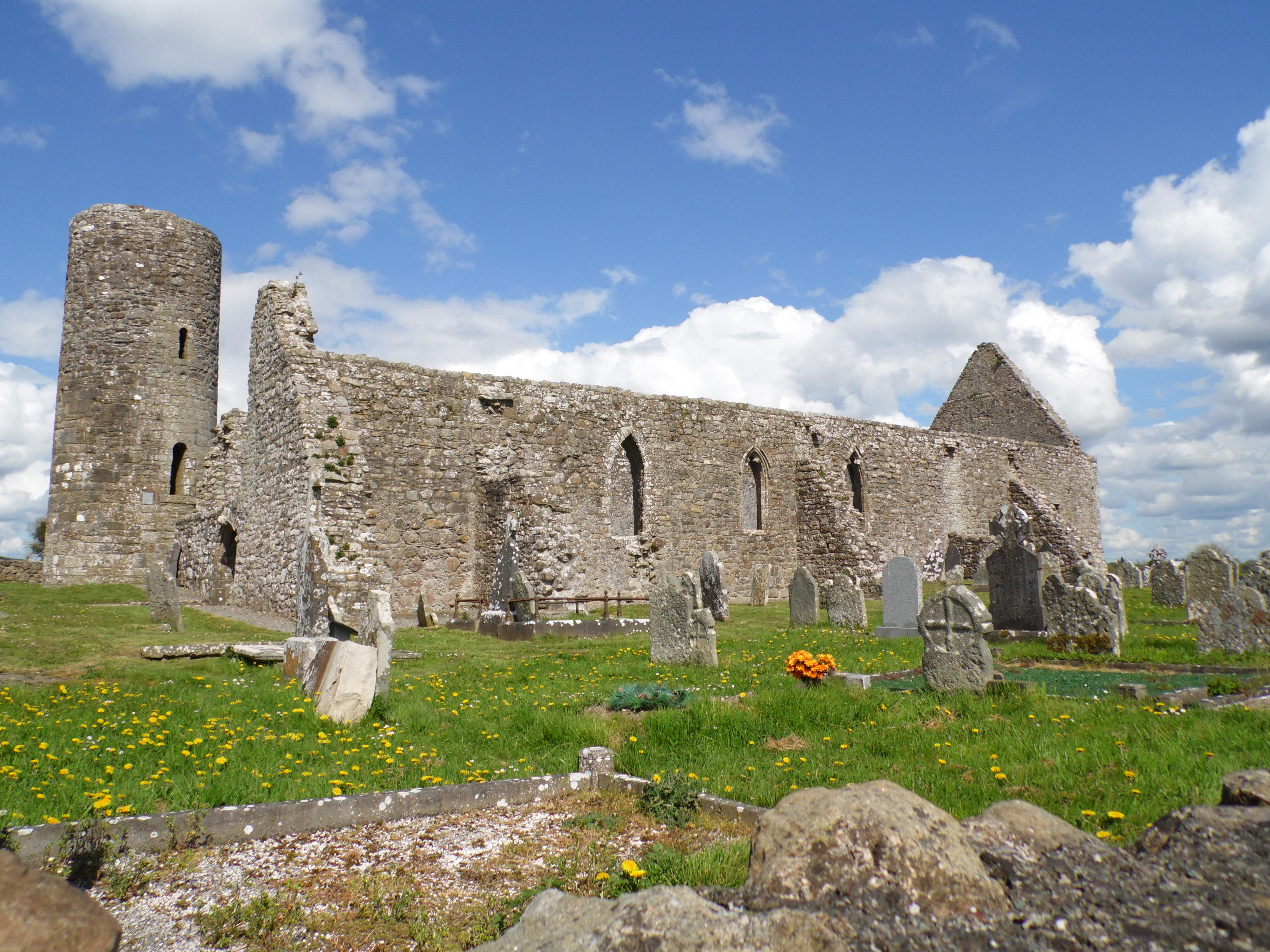
Drumlane, County Cavan
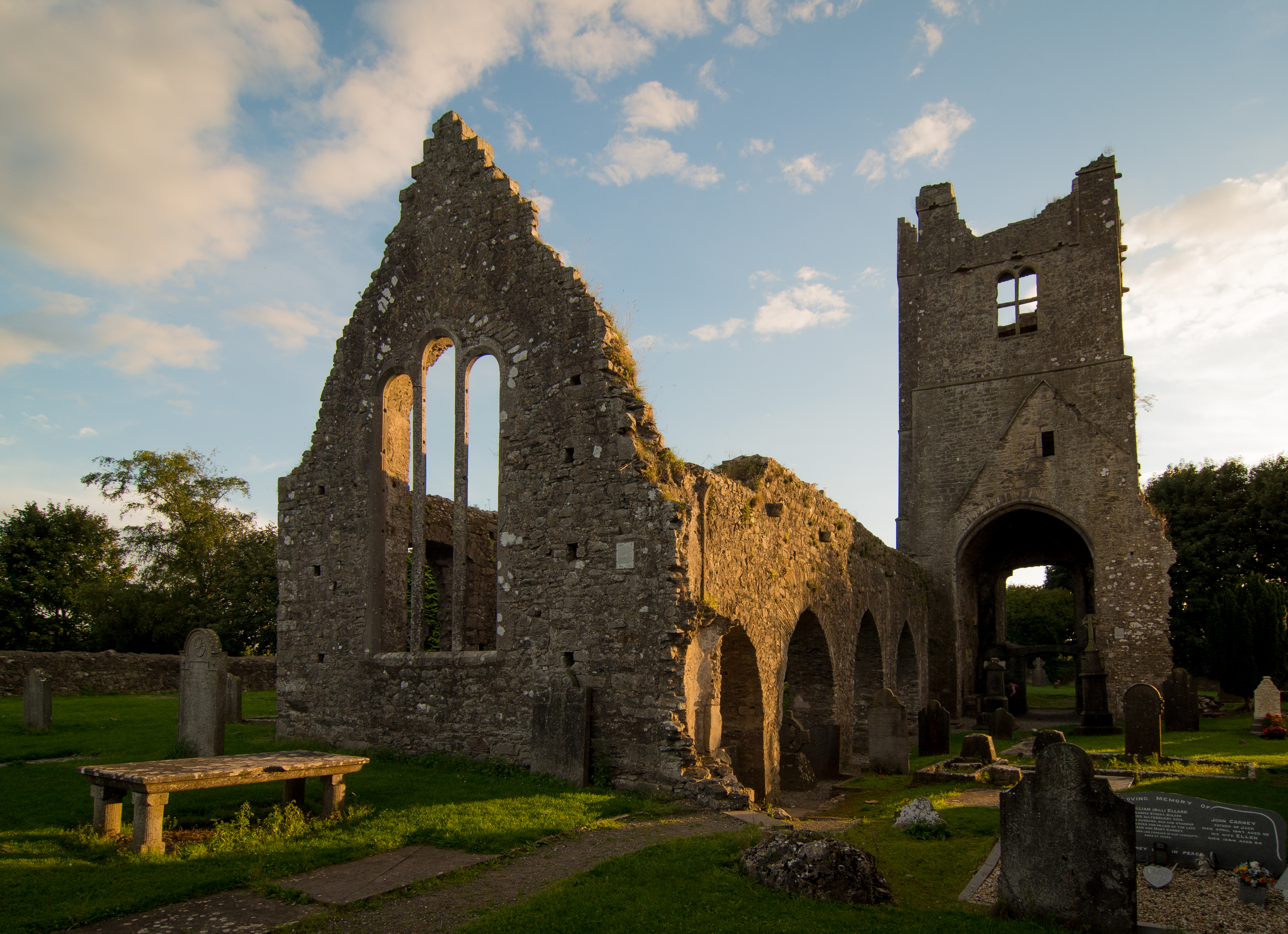
Duleek, County Meath
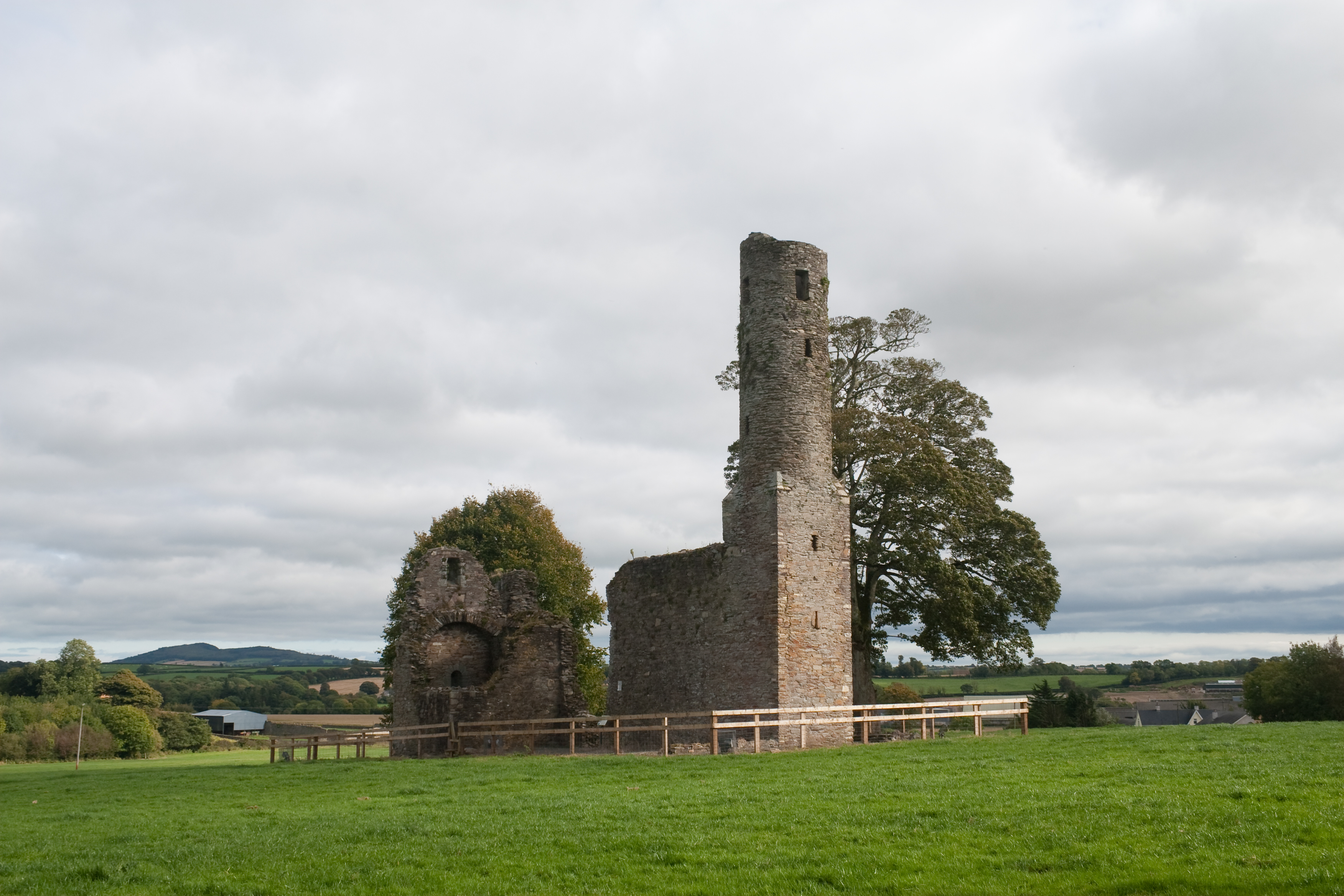
Ferns, County Wexford
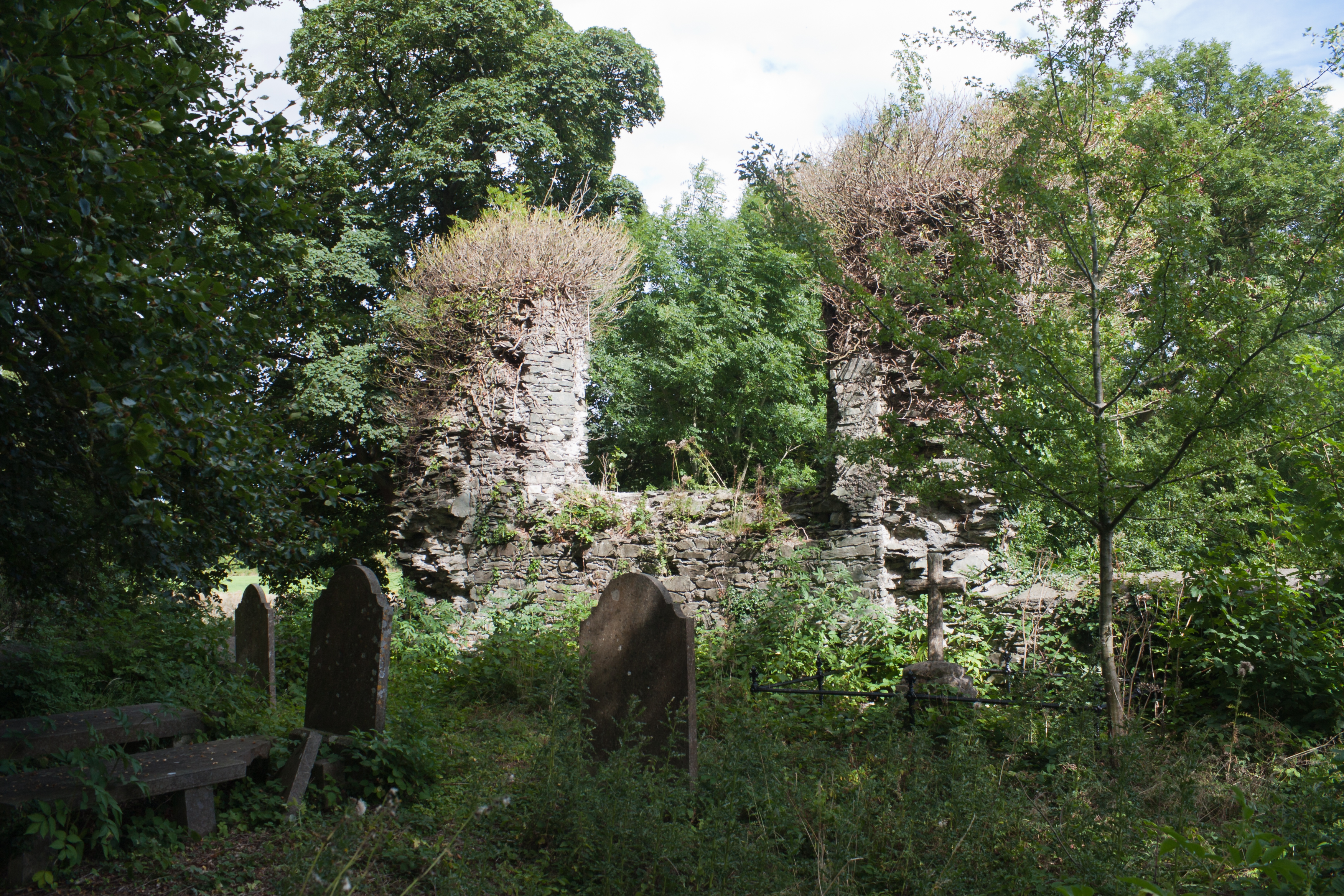
Newbridge, County Kildare
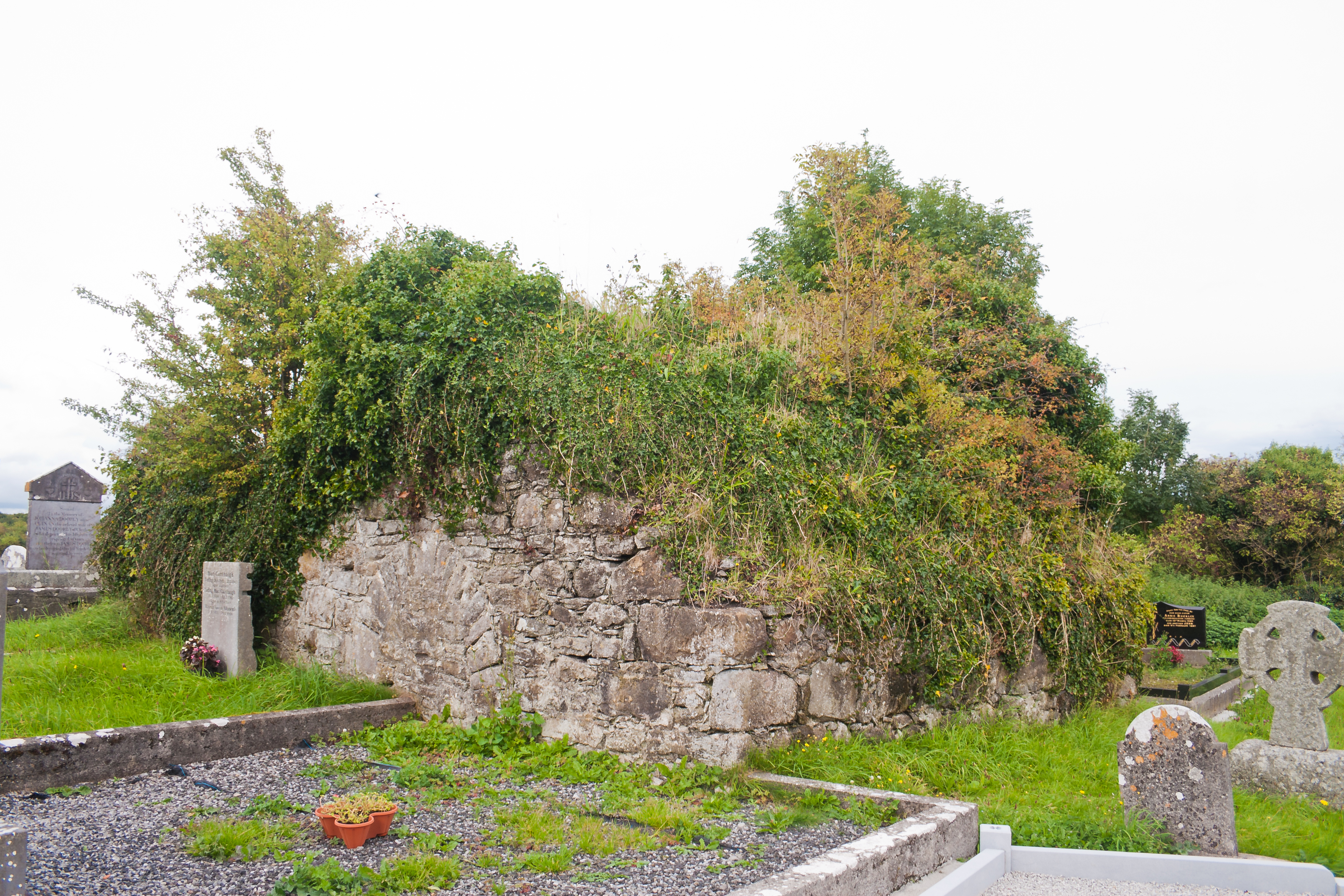
Ferbane, County Offaly
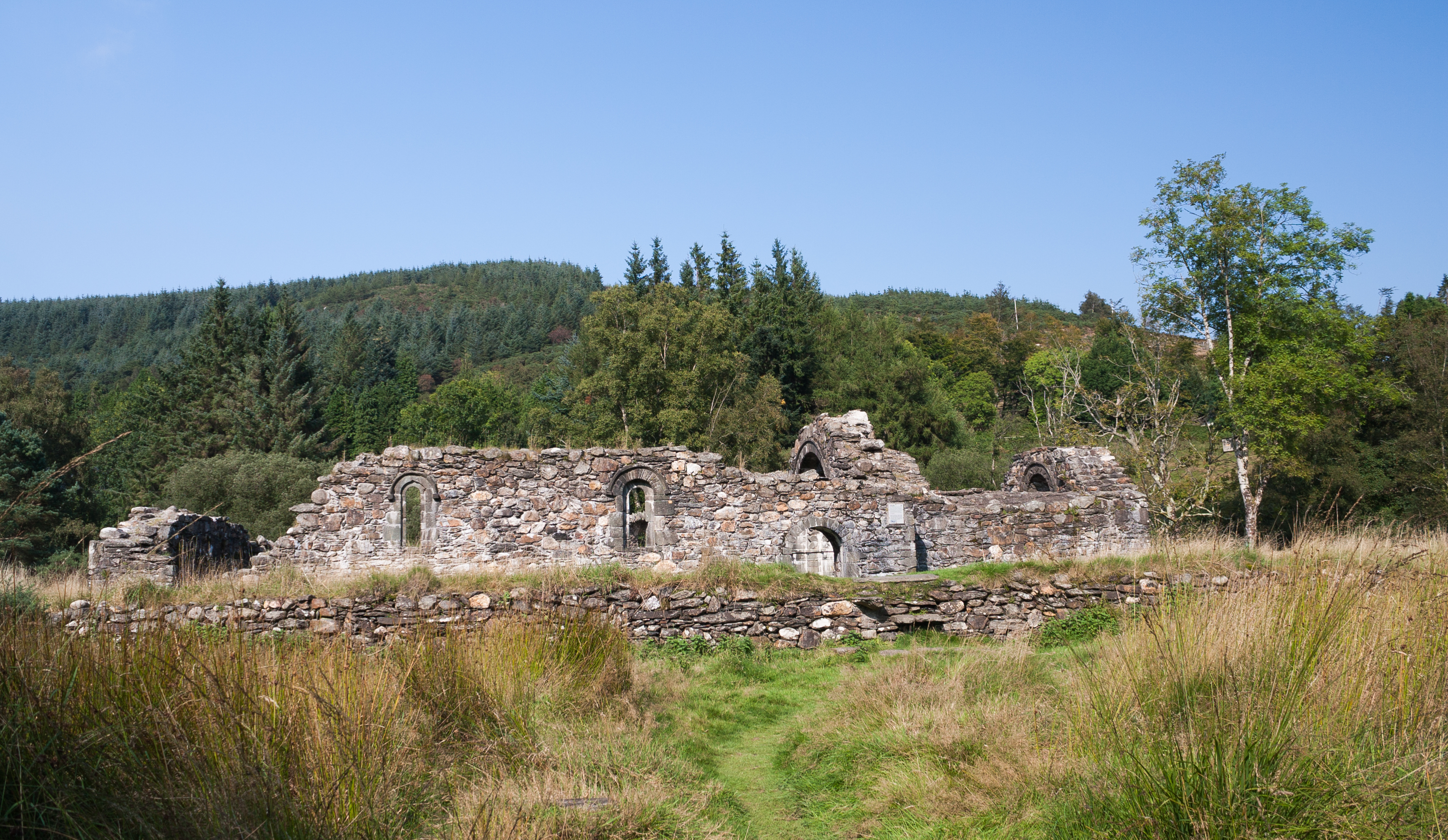
Glendalough, County Wicklow
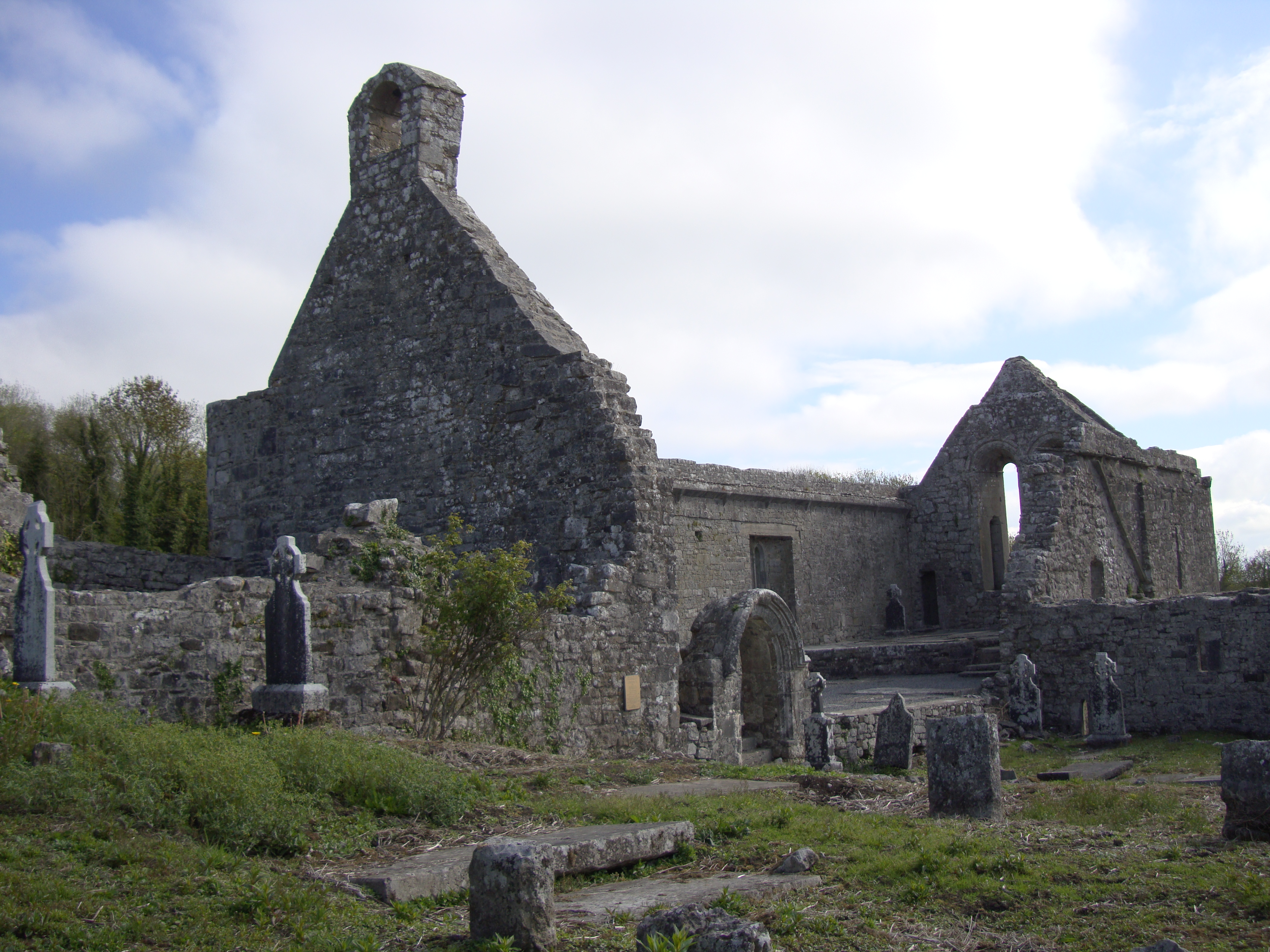
Newhall, County Clare
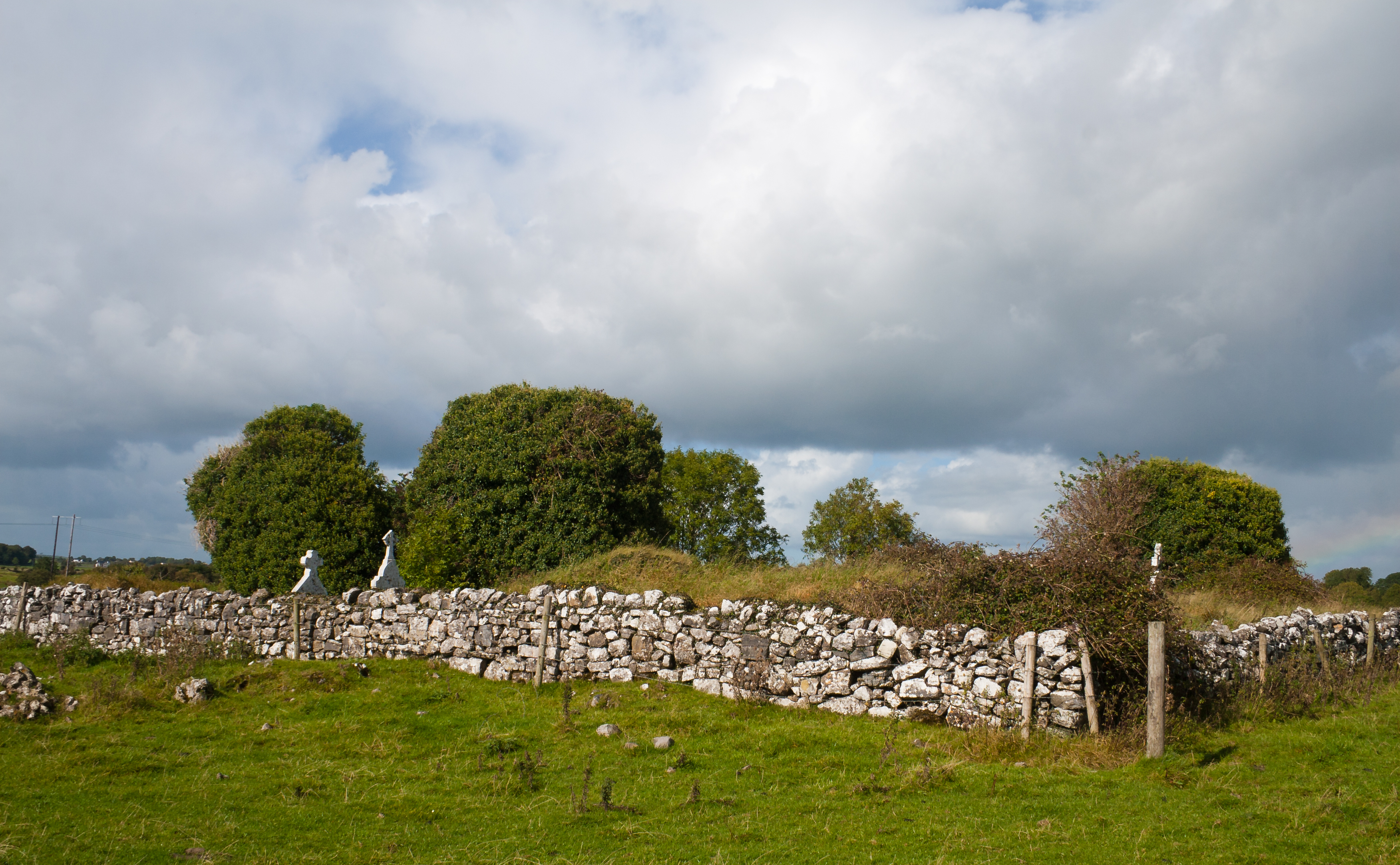
Kilcreevanty (Tuam), County Galway
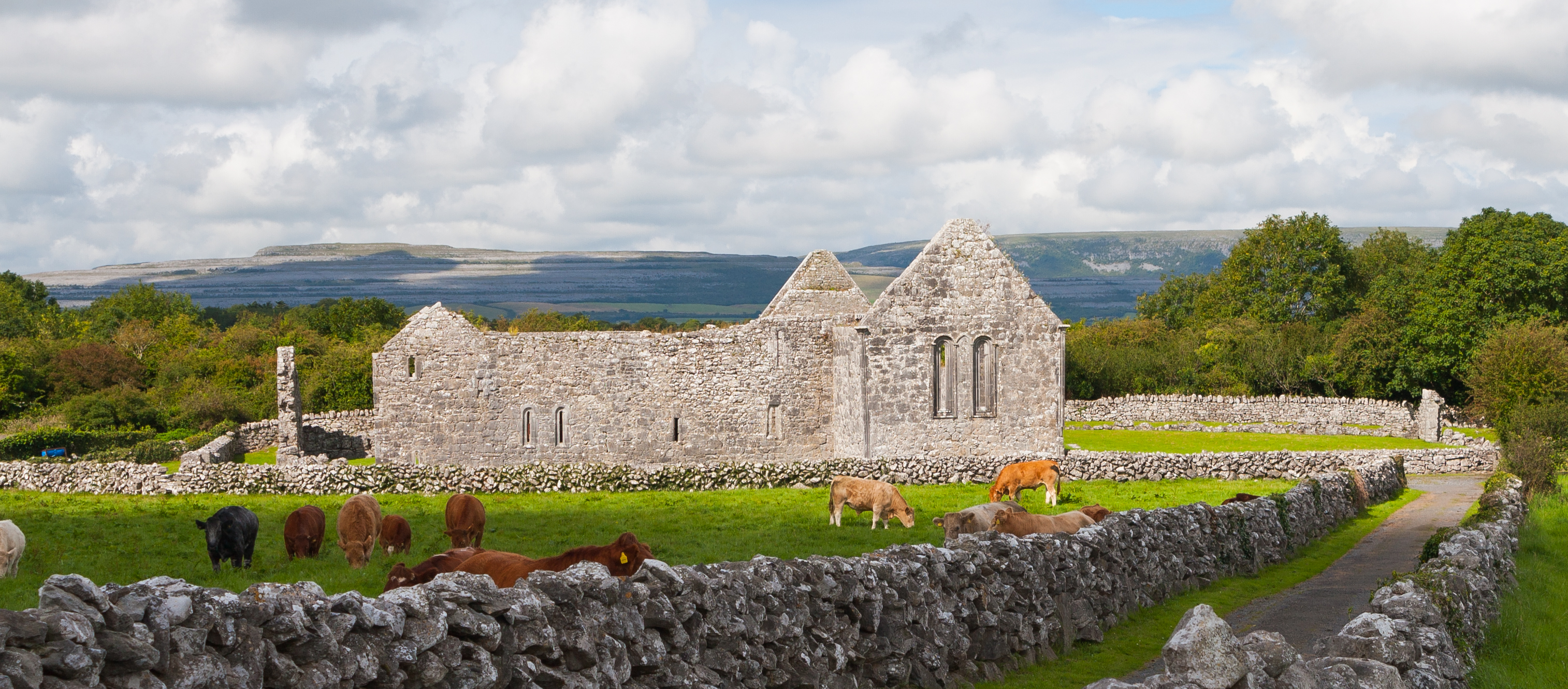
Kilmacduagh, County Galway
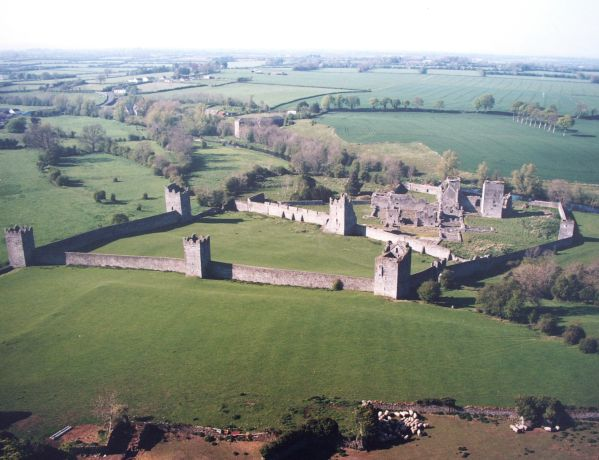
Kells, County Kilkenny
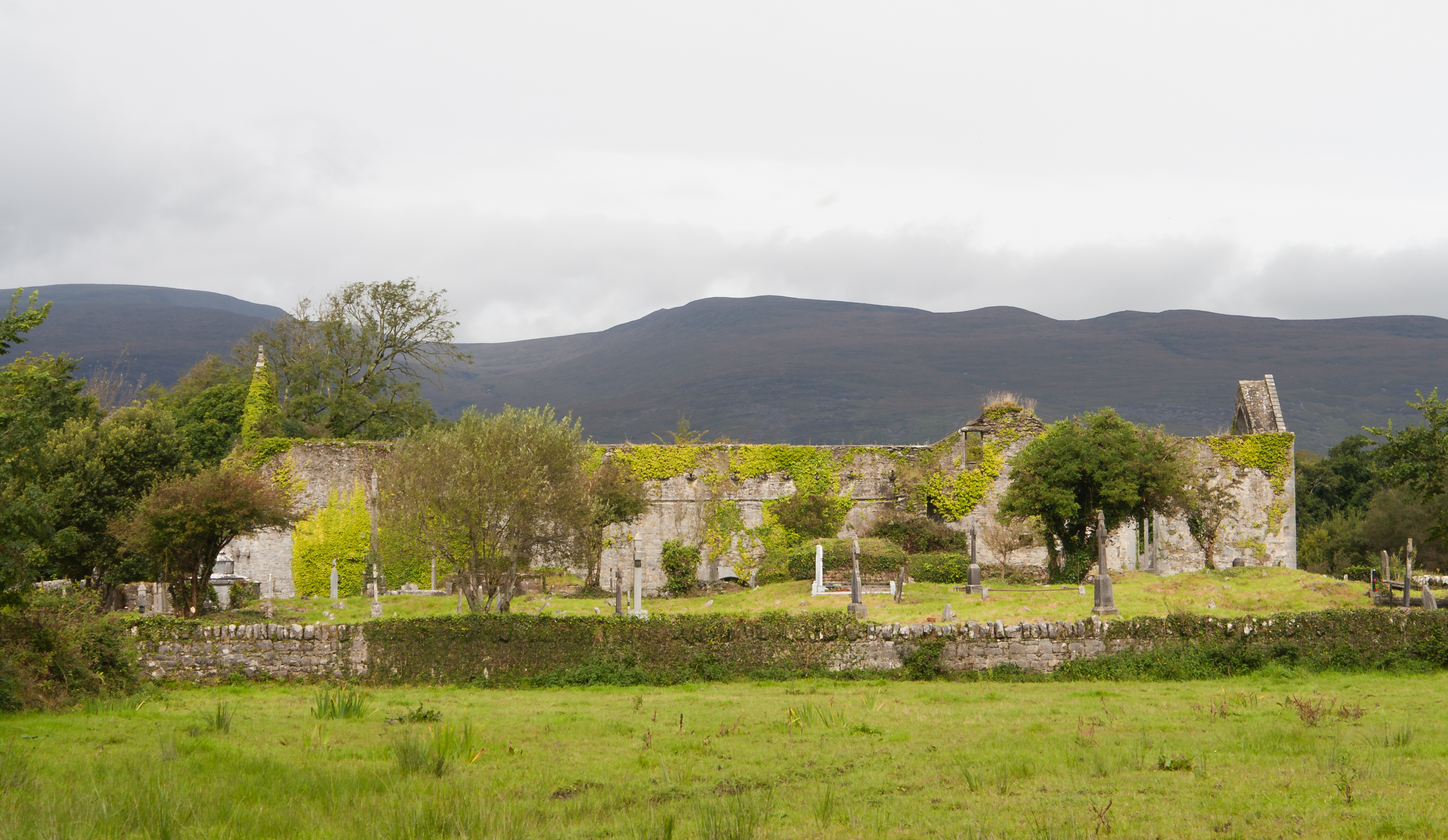
Milltown, County Kerry
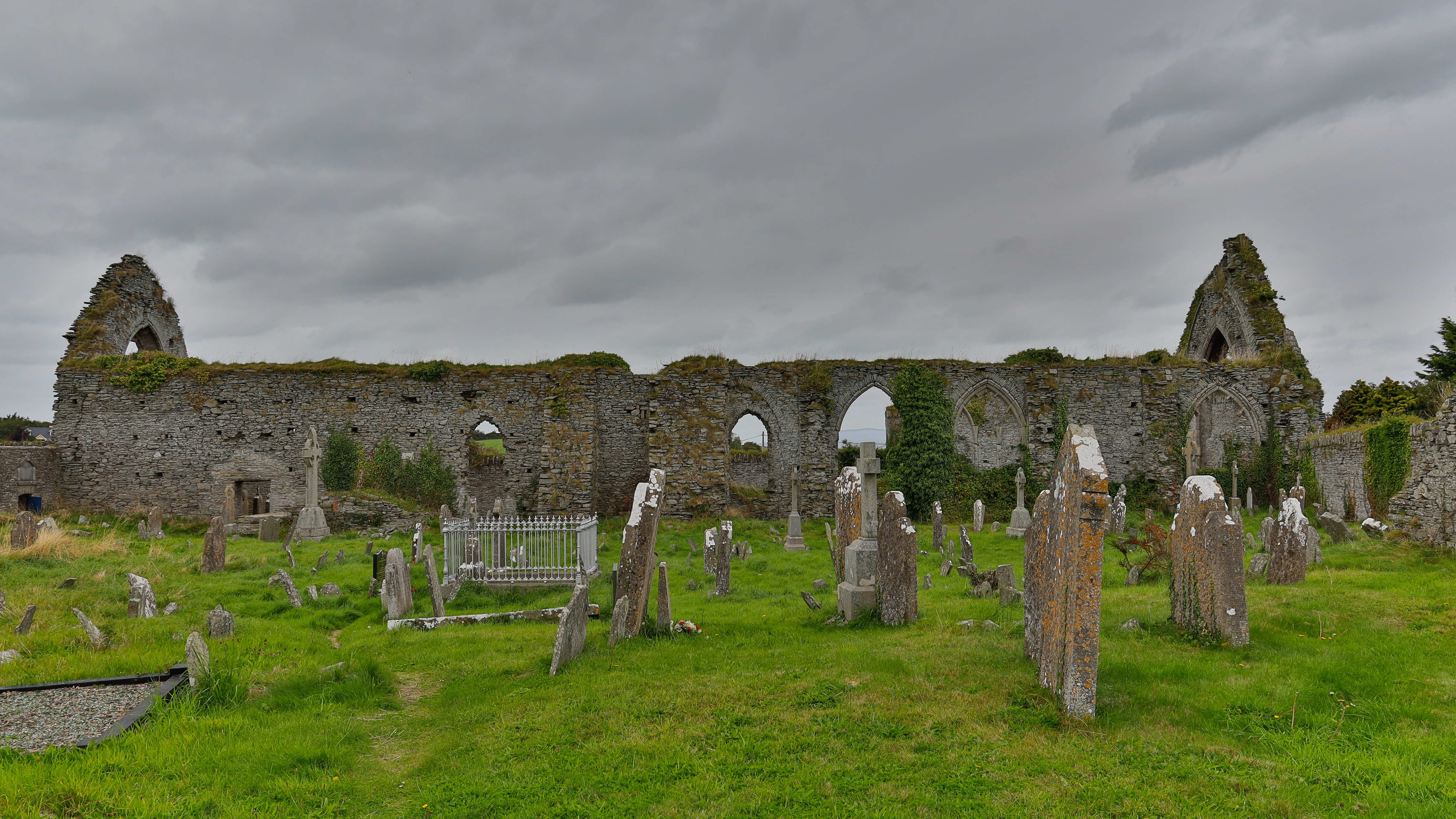
Louth, County Louth
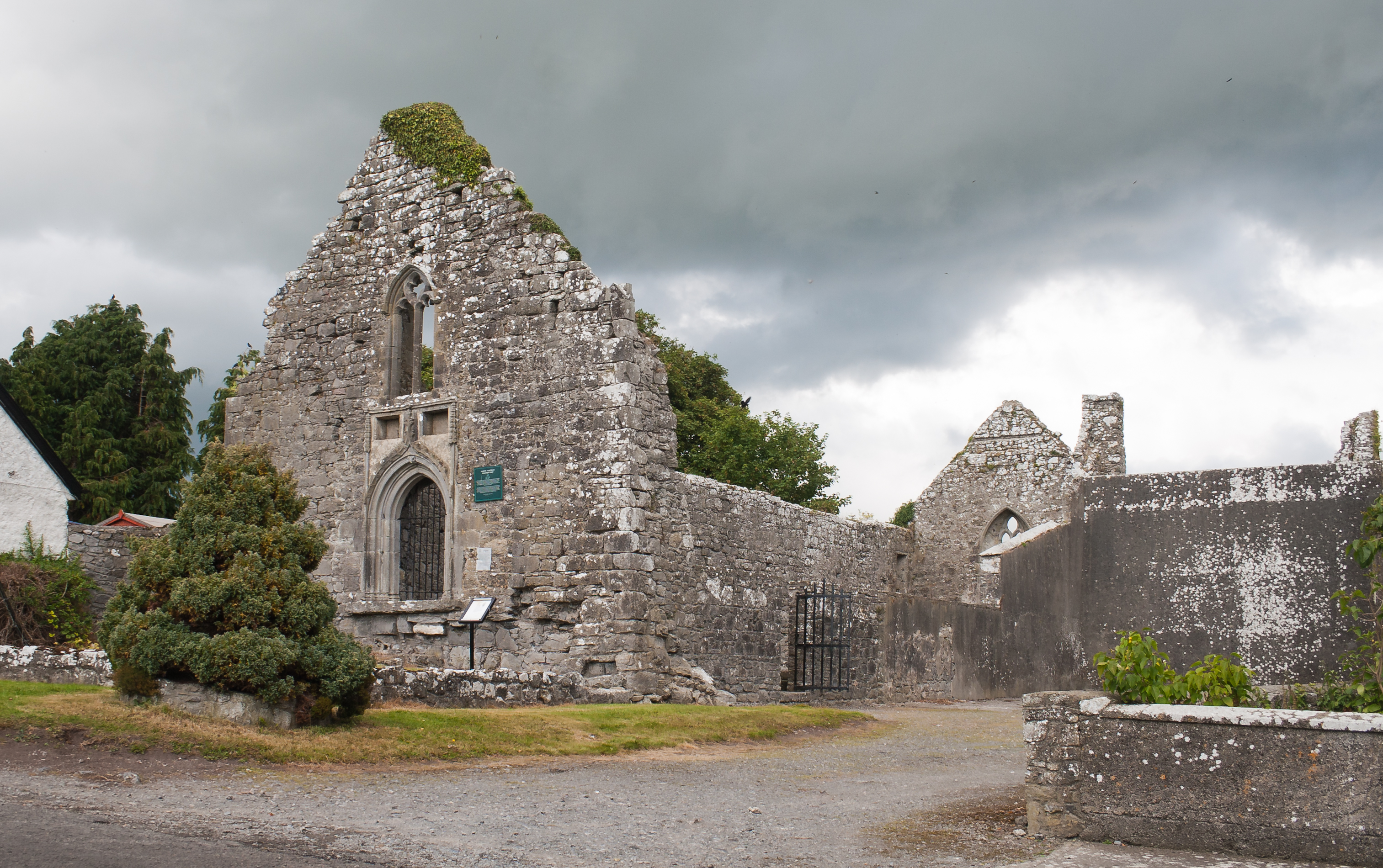
Lorrha, County Tipperary
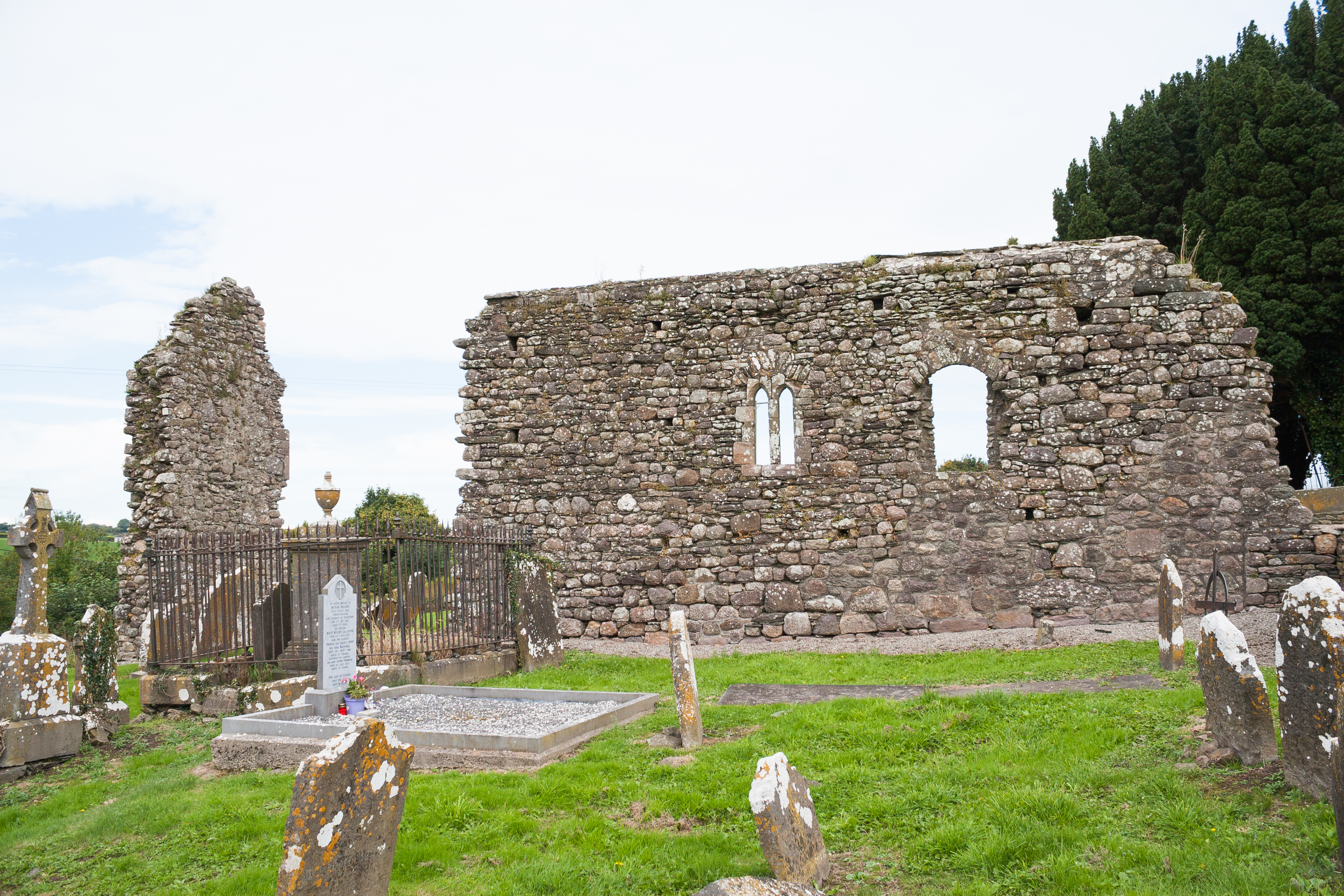
Mothel, County Waterford
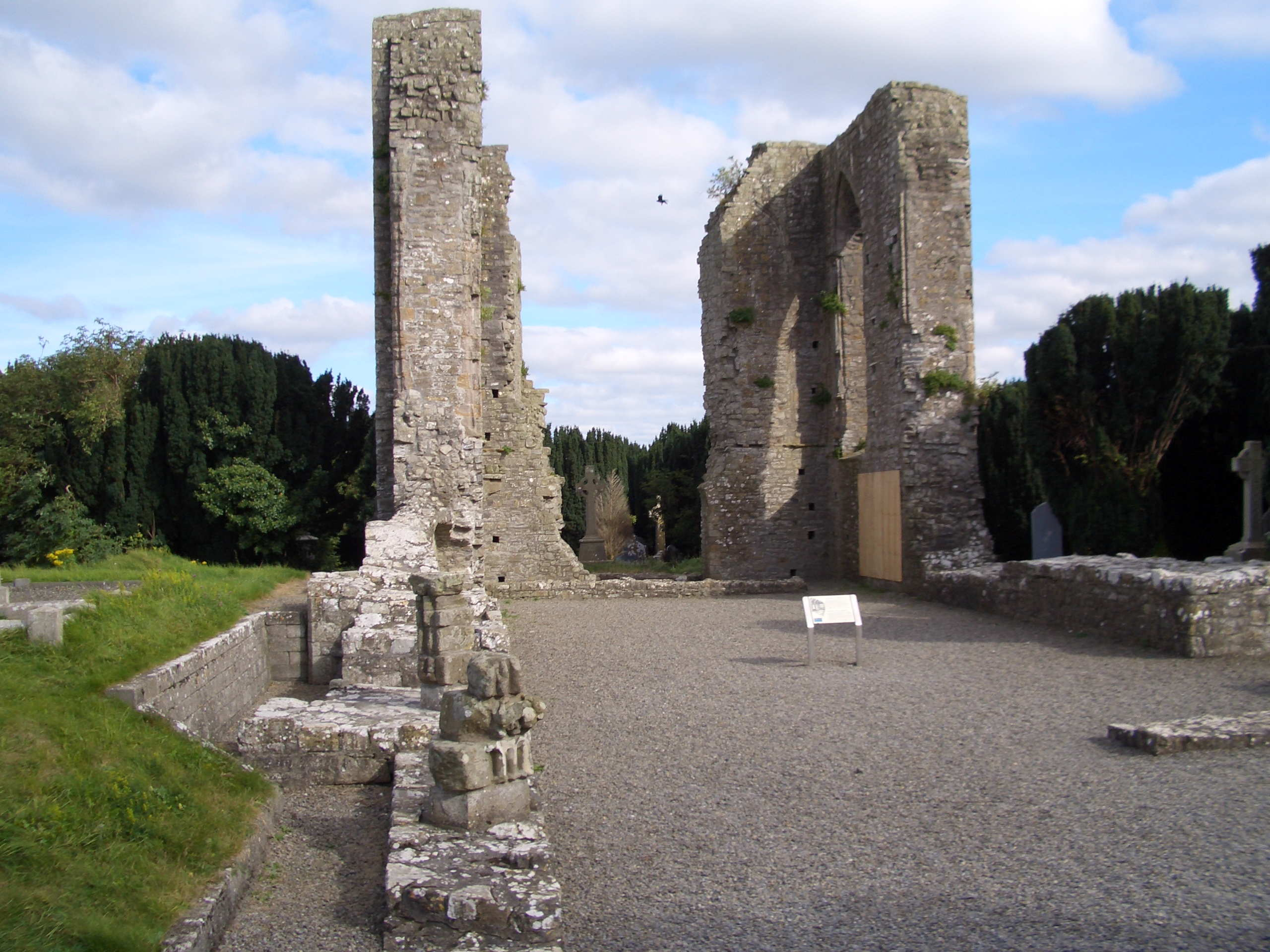
Trim, County Meath
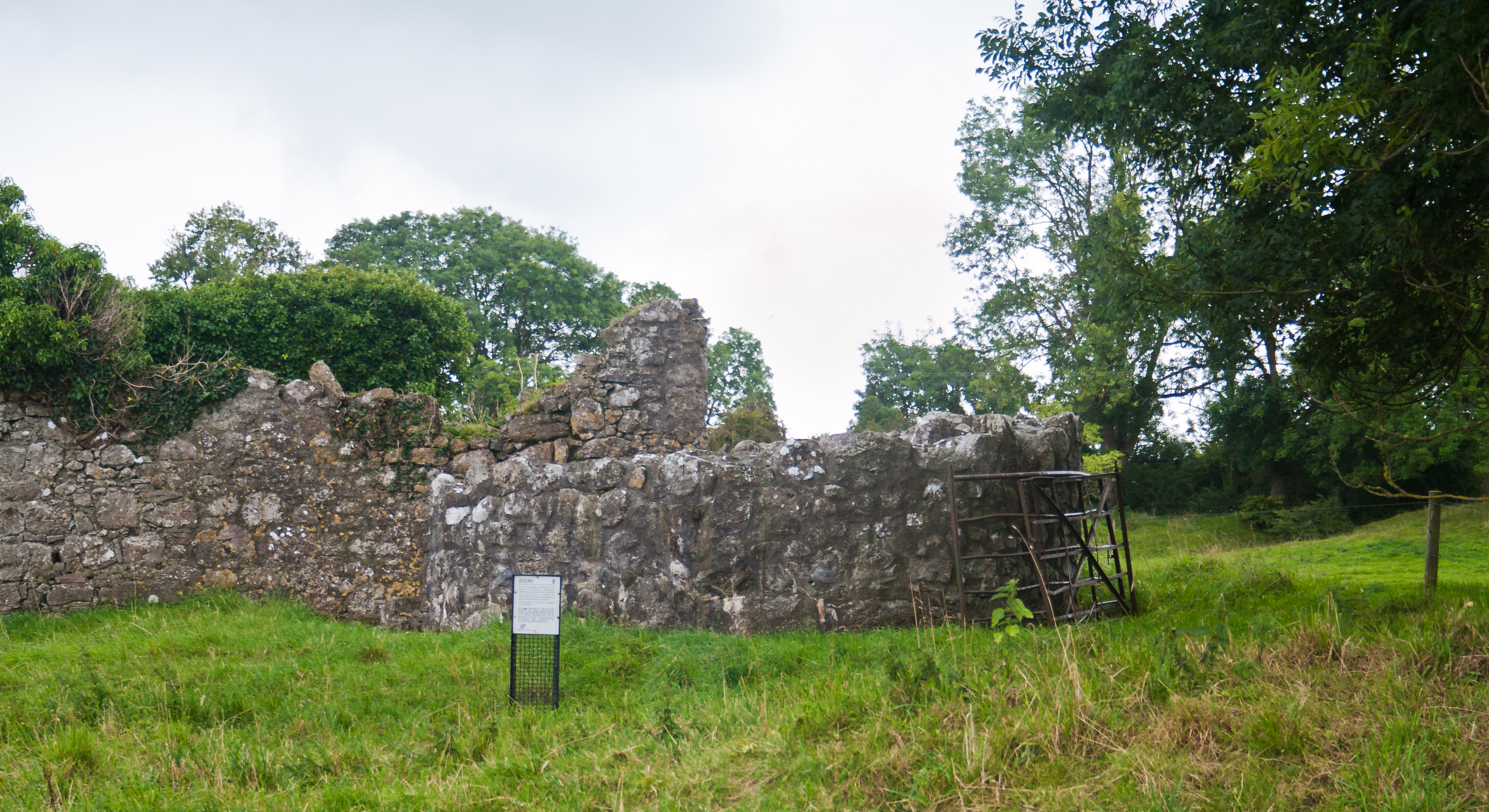
Seir Kieran, County Offaly
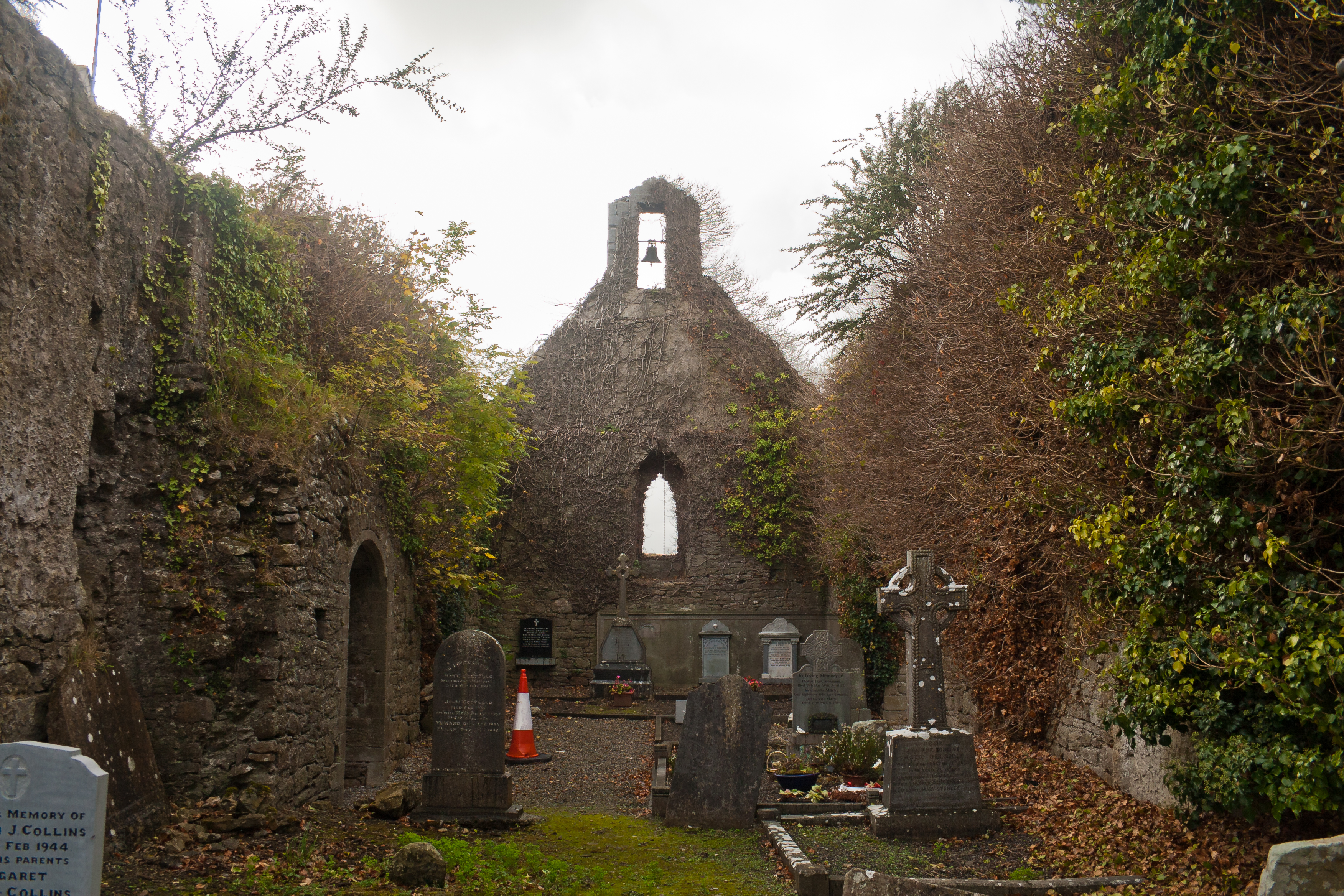
Toomyvara, County Tipperary